# Cavendish (Banane)

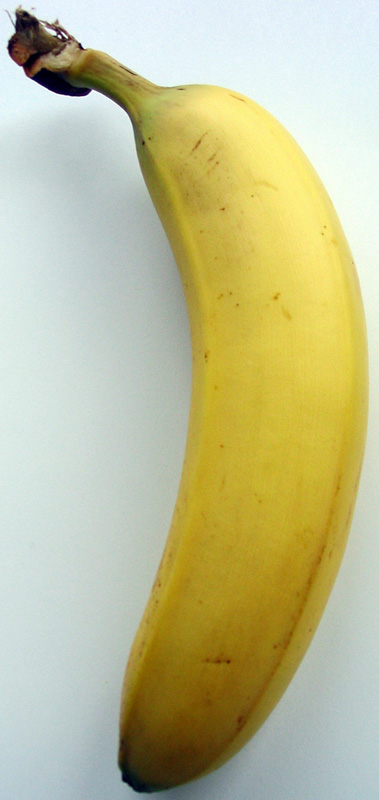
Eine Cavendish-Banane

Cavendish ist die heute weltweit wirtschaftlich bedeutendste Bananensorte. Sie ist nach William Cavendish, 6. Duke of Devonshire, benannt, der bereits um 1830 in seinem Gewächshaus von Chatsworth House Bananen aus China anpflanzte. Fast alle heute weltweit gehandelten Dessertbananen gehören zur Sorte Cavendish, d. h. sind letztlich Klone dieser einen Bananenstaude aus dem Gewächshaus des Duke of Devonshire.

## Geschichte
Im Jahr 1830 pflanzte der Gärtner Joseph Paxton im Gewächshaus des Landsitzes Chatsworth House im Peak District in Nord-England erstmals Bananenstauden an. Nach Erzählungen war er durch die Abbildung einer Bananenstaude auf einer chinesischen Wandtapete des Hauses dazu angeregt worden. Möglicherweise war er aber auch einfach auf der Suche nach exotischen Früchten, die sein Dienstherr William Cavendish, 6. Duke of Devonshire, seinen Gästen als Dessert darbieten konnte. Im November 1835 blühte die Staude Musa Cavendishii zum ersten Mal und im Mai des Folgejahres konnte Paxton mehr als 100 Früchte ernten, von denen eine einen Preis auf der Ausstellung der Horticultural Society 1836 gewann. Wenige Jahre später gab Lord Cavendish zwei Ableger der Staude an John Williams, der sich als Missionar auf eine Reise nach Samoa machte. Williams gelangte nach Samoa, wurde dort jedoch von Einheimischen getötet. Eine der Stauden überlebte. Ab 1853 verbreiteten Europäer aus dem Chatsworth House stammende Bananenableger im ganzen Pazifikraum; 1855 gelangten sie auch auf die Kanarischen Inseln.

## Eigenschaften
Die Cavendish-Banane verdrängte die in der ersten Hälfte des zwanzigsten Jahrhunderts bevorzugte Gros Michel (auch Gran Michel oder Jamaika-Banane genannt) vom Weltmarkt, weil sie leichter industriell verwertbar war. Dazu trugen die niedrigere Wuchshöhe der Stauden und ihre gegenüber Stürmen höhere Beständigkeit bei. Da sie dichter stehend gepflanzt werden konnten, verdoppelten sich mit ihrem Anbau die Ernteerträge. Auch schien sie robuster gegenüber einigen Pilzarten zu sein, die die Gros Michel als Folge des Anbaues in Großplantagen befielen: Die Pilzart Yellow Sigatoka bekam man mit Fungiziden in den Griff, die Panamakrankheit ließ sich an der Gros Michel nicht bekämpfen. Die Pilzarten Tropical Race 4 und Black Sigatoka bedrohen heute die Plantagen und zeigen die Problematik von Monokulturen. Gentechnische Veränderungen sollen die Banane gegen Pilze resistent machen.
Cavendish ist aufgrund ihrer dünneren Schale jedoch wesentlich empfindlicher gegenüber den Belastungen des Transports, weshalb dieser einen sehr großen Aufwand erfordert. Außerdem zeigte sich, dass sie trotz ihrer Unempfindlichkeit gegenüber den Pilzsorten, die der Gros Michel zusetzten, heute noch anfälliger gegenüber Pilzbefall sind, als es die früher verwendeten Sorten bereits waren, weil inzwischen weitere Pilzstämme aufgetreten sind.

## Wachstum, Ernte, Verarbeitung und Transport
Nach zwanzig Wochen bildet sich an der bis zu fünf Meter hohen Bananenpflanze eine rote Blüte, woraus die Bananen wachsen. Einzelne Bananen heißen Finger, zehn bis zwanzig bilden eine Hand, der ganze Fruchtstand (Büschel) umfasst mehrere Hände und ist etwa 35–50 Kilogramm schwer. Ein Schlauch aus dünnem Plastik schützt die Bananen vor Wetter und Insekten. Die Bananenfruchtstände der Cavendish werden geerntet, sobald die grünen Bananen mindestens 24 Millimeter dick sind, das sind ungefähr zwölf Wochen nach der Blüte. Sie werden mit einer Machete abgeschnitten und an eine Kleinseilbahn gehängt, die sie zur Waschstation bringt. Sie werden gewaschen und in handliche kleinere Fingergruppen, sogenannte „Cluster“, mit vier bis acht Bananen zerteilt, in Bananenkisten aus Wellpappe oder neu aus Kunststoff verpackt und zum Hafen transportiert. Die liegen meist an den Küsten der Hauptexportländer Ecuador, Philippinen, Costa Rica, Guatemala und Kolumbien. Auf Containerschiffen werden sie bei 13 °Celsius konstanter Temperatur zu den Zielhäfen Amerikas und Europas verfrachtet. In Reifereien im Zielland werden sie mit Ethylen begast, um den unterbrochenen Reifeprozess wieder anzukurbeln, der bei 14 bis 18 °Celsius in 4 bis 10 Tagen abläuft. Danach sind sie bereit für den Verkauf.

## Pilzerkrankungen
Die Cavendish wird (wie zuvor in den 1950er Jahren bereits die Gros Michel) von zwei Pilzarten bedroht:
- Die Tropical Race 4 (TR4) von Fusarium oxysporum f. sp. cubense, dem Erreger der Panamakrankheit, befällt seit den 1990er Jahren die Wurzeln der Bananenstauden. In Indonesien, Malaysia, Australien und anderen Teilen Südostasiens wurden bereits viele  Bananenplantagen durch diesen Pilzbefall vernichtet. Mit Pestiziden konnte man die Ausbreitung des Pilzes nicht stoppen. Aufgrund der heutigen Reiseaktivität besteht die Gefahr seiner weltweiten Verbreitung.

- Die Stauden in der Karibik und Mittelamerika werden hingegen vom in den 1970er Jahren neu entstandenen Black-Sigatoka-Pilz bedroht, der erheblich aggressiver ist als sein Vorgänger, der Yellow Sigatoka. Der schwarze Sigatoka ist zwar mit Pflanzenschutzmitteln bekämpfbar, doch entwickelt auch er inzwischen Resistenzen und ist mittlerweile so hartnäckig geworden, dass in manchen Anbaugebieten die Hälfte der Ernte durch seinen Befall unbrauchbar wird.

Da sich die Cavendish-Bananenstauden seit ihrer Kultivierung jungfernfrüchtig (parthenokarp) vermehren, also nicht durch Befruchtung und Samenbildung, sondern vegetativ durch die Ausbildung von Schösslingen, die mit der Mutterpflanze genetisch identisch sind, können sie natürliche Resistenzen gegen die Pilze kaum ausbilden, da hierfür umfangreiche genetische Mutationen erforderlich wären.
Aus diesem Grund wird intensiv an der Entwicklung genveränderter Bananensorten geforscht, darunter Varianten der Cavendish, die mit Resistenzgenen erweitert werden. Im Jahr 2017 hat eine Forschergruppe der Queensland University of Technology mit gentechnischen Methoden ein Resistenzgen aus einer wilden Bananensorte in die Cavendish-Banane eingebracht. Diese Banane ist resistent gegen die Panamakrankheit und zeigt vergleichbare Erträge wie die ursprüngliche Cavendish-Banane.
In der Honduranischen Stiftung für Agrarforschung (FHIA) bevorzugt man den Weg der klassischen Züchtung robusterer Sorten. Man erzielt erste kleine Erfolge durch Kreuzung wilder, fruchtbarer Bananen. Die ersten daraus neu gezüchteten Bananen sind unempfindlich gegenüber dem Black Sigatoka und der Panamakrankheit, schmecken jedoch mehr nach Apfel als nach Banane. Die FHIA-01 'Goldfinger' wurde 1994 zum Patent angemeldet (US-Patent PP08983) und die FHIA-03 'Sweetheart' wird bereits in Kuba angebaut.
Doch auch die wildwachsenden Bananen sowie nur regional begrenzte Zuchtformen sind stark gefährdet, besonders in Indien.